# Nerw twarzowy

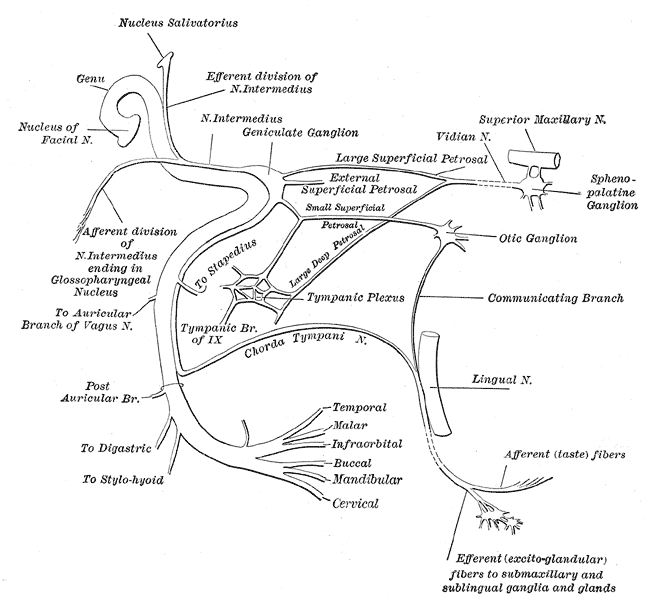
Schemat gałęzi i zespoleń nerwu twarzowego prawego.

Nerw twarzowy (łac. nervus facialis) – w anatomii człowieka VII nerw czaszkowy wchodzący w skład obwodowego układu nerwowego. Jest nerwem drugiego łuku skrzelowego. Nerw ma charakter mieszany, ale przeważają w nim włókna ruchowe. Zawiera także włókna czuciowe, i przywspółczulne – wydzielnicze (autonomiczne).

## Anatomia

### Źródła włókien

- włókna czuciowe – komórki pseudojednobiegunowe zwoju kolanka; ich aksony tworzą nerw pośredni i wnikają do jąder czuciowych tyłomózgowia:
  - jądra pasma samotnego (w śródmózgowiu)
  - jądra pasma rdzeniowego nerwu trójdzielnego
- włókna ruchowe – jądro początkowe nerwu twarzowego ruchowe (w moście). Ich neuryty kierują się do dna dołu równoległobocznego. Otaczają one jądro nerwu odwodzącego, tworząc kolano nerwu twarzowego.
- włókna przywspółczulne – znajdują się w jądrze przywspółczulnym nerwu twarzowego (jądro ślinowe górne). Ich aksony biegną wraz z włóknami czuciowymi w nerwie pośrednim a dalej drogą nerwu skalistego większego i struny bębenkowej do zwoju podżuchwowego i skrzydłowo-podniebiennego.

### Przebieg
Nerw wychodzi z mózgowia w kącie mostowo-móżdżkowym dwoma korzeniami. Korzeń grubszy (ruchowy) tworzy właściwy nerw twarzowy, zaś korzeń leżący bocznie, zwany nerwem pośrednim, cieńszy od poprzedniego zawiera włókna wydzielnicze i czuciowe. Nerw wchodzi następnie do otworu słuchowego wewnętrznego, biegnąc razem z nerwem przedsionkowo-ślimakowym. Do tego miejsca oba nerwy otoczone są wypustką opon mózgowia. Nerw twarzowy towarzyszy nerwowi przedsionkowo-ślimakowemu, dochodząc z nim do dna przewodu słuchowego wewnętrznego. Następnie oddziela się od niego i wraz z nerwem pośrednim przechodzi przez pole nerwu twarzowego (łac. area nervi facialis) w dnie przewodu do kanału nerwu twarzowego (kanału Fallopia) w piramidzie kości skroniowej, gdzie zawraca ku tyłowi i tworzy kolanko nerwu twarzowego (łac. geniculum nervi facialis). Tu znajduje się zwój kolanka (ganglion geniculi). Następnie biegnie ku tyłowi i dołowi w ścianie błędnikowej (przyśrodkowej) jamy bębenkowej. Przechodzi tam pomiędzy wyniosłością kanału półkolistego bocznego a okienkiem przedsionka. Na tym odcinku nerw twarzowy jest oddzielony od jamy bębenkowej cienką blaszką kostną grubości 1–2 mm. Powoduje to, że jest on często wciągany w procesy chorobowe dziejące się w uchu środkowym. Opuszcza jamę czaszki przez otwór rylcowo-sutkowy, wychodząc na zewnętrzną powierzchnię podstawy czaszki. Tutaj rozgałęzia się w trzech kierunkach: ku dołowi, oddając gałąź do tylnego brzuśca mięśnia dwubrzuścowego, ku tyłowi, oddając nerw uszny tylny i ku przodowi, zakręcając i wnikając prawie poziomo do ślinianki przyusznej, tuż poniżej otworu słuchowego zewnętrznego i bocznie do tylnego brzuśca mięśnia dwubrzuścowego, leżąc na powierzchni bocznej gałęzi żuchwy. W śliniance przyusznej początkowo (zwykle) dzieli się na dwie gałęzie, a następnie rozkrzewia, tworząc splot przyuszniczy.

### Gałęzie
Nerw twarzowy oddaje następujące gałęzie:

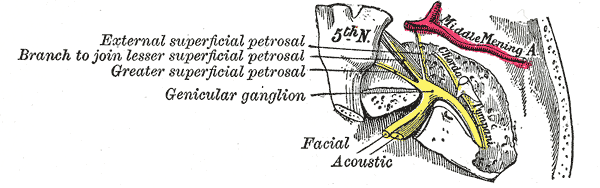
Kolanko nerwu twarzowego prawego w odcinku wewnątrzskroniowym wraz z odchodzącymi gałęziami.

- nerw skalisty większy – odchodzi od kolanka nerwu twarzowego, wychodząc na przednią powierzchnię części skalistej kości skroniowej. Następnie układa się w swojej bruździe (sulcus nervi petrosi majoris) i zdąża do szczytu piramidy. Przebijając chrząstkozrost klinowo-skalisty otworu poszarpanego, przechodzi do kanału skrzydłowego, towarzysząc nerwowi skalistemu głębokiemu, następnie łączy się z nim, tworząc nerw kanału skrzydłowego, który dochodzi do zwoju skrzydłowo-podniebiennego. Prowadzi włókna wydzielnicze przywspółczulne przedzwojowe do zwoju skrzydłowo-podniebiennego. Uważa się, że może prowadzić także włókna ruchowe dla mięśnia dźwigacza podniebienia miękkiego
- nerw strzemiączkowy – odchodzi od części zstępującej nerwu twarzowego i wnika do jamy bębenkowej, unerwiając najmniejszy mięsień organizmu ludzkiego – mięsień strzemiączkowy, którego skurcz zmniejsza wrażliwość na dźwięki.
- struna bębenkowa – unerwia smakowo i protopatycznie (czuciowo) 2/3 przednie języka oraz podniebienia miękkiego; prowadzi włókna przywspółczulne przedzwojowe do zwoju podżuchwowego
- nerw uszny tylny – odchodzi od nerwu twarzowego tuż po jego wyjściu z otworu rylcowo-sutkowego, zmierza ku tyłowi i ku górze, przebiegając na przedniej powierzchni wyrostka sutkowego. Dzieli się na dwie gałęzie:
  - gałąź uszna (łac. ramus auricularis nervi auricularis posterioris) – ruchowa, do mięśni małżowiny usznej
  - gałąź potyliczna (łac. ramus occipitalis nervi auricularis posterioris), także ruchowa do brzuśca potylicznego mięśnia potyliczno-czołowego i do mięśnia poprzecznego karku.

Nerw uszny tylny łączy się z nerwami splotu szyjnego (nerwem usznym wielkim i nerwem potylicznym mniejszym). Za ich pośrednictwem unerwia czuciowo skórę przewodu słuchowego zewnętrznego, tylną powierzchnię małżowiny usznej i niewielki obszar skóry położony za małżowiną uszną.

- gałąź dwubrzuścowa (łac. ramus digastricus) – ruchowa, do tylnego brzuśca mięśnia dwubrzuścowego. Gałąź ta dzieli się także na gałąź rylcowo-gnykową, unerwiającą mięsień rylcowo-gnykowy i gałąź łączącą z nerwem językowo-gardłowym.

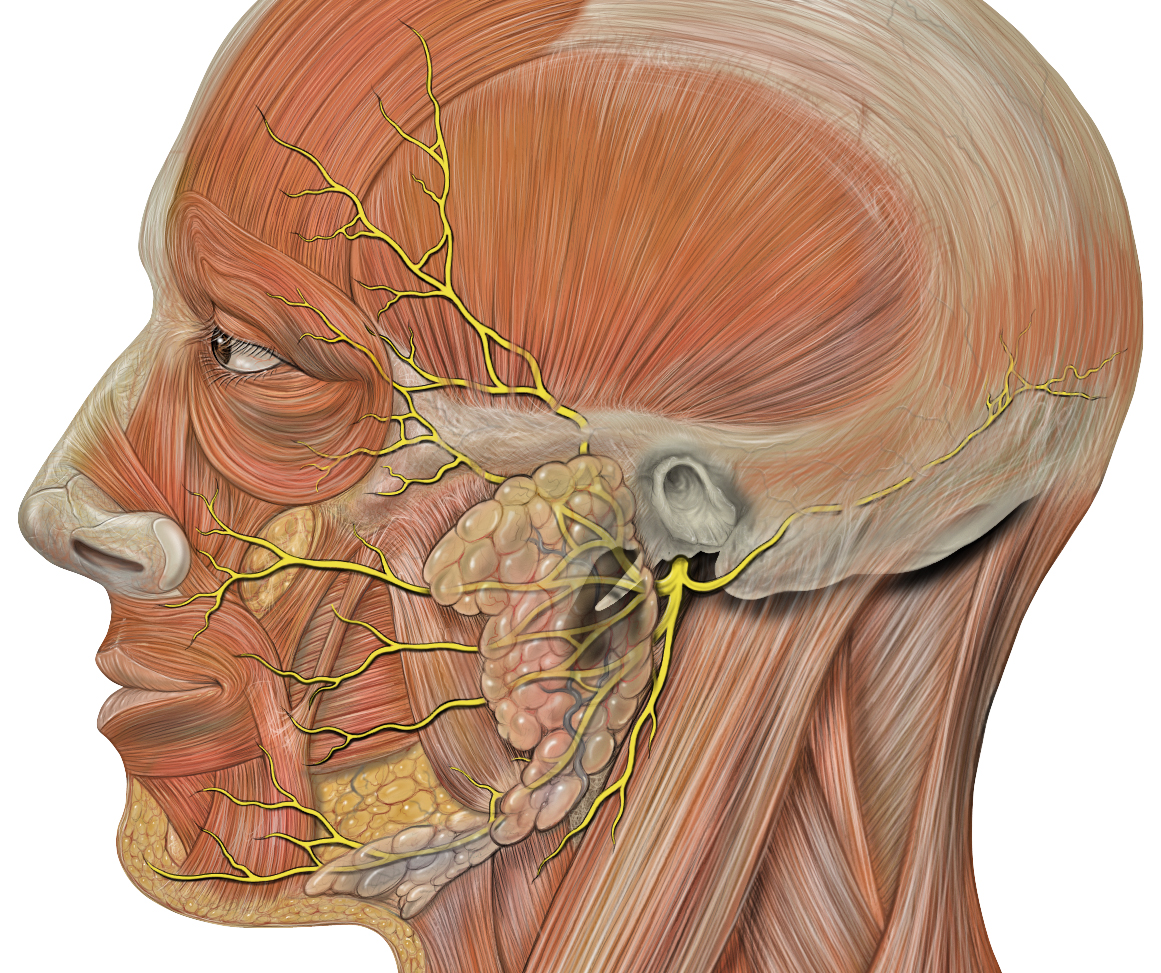
Przebieg i gałęzie nerwu twarzowego lewego w odcinku zewnątrzczaszkowym; widoczny splot przyuszniczy.

- splot przyuszniczy (łac. plexus parotideus) – po rozpadzie głównego pnia na dwie gałęzie (górną i dolną) w miąższu ślinianki przyusznej, dzielą się one dalej wachlarzowato, tworząc opisywany splot, a dalej giną w zaopatrywanych odpowiednio mięśniach mimicznych. Splot przyuszniczy dzieli śliniankę przyuszną na dwa płaty: powierzchowny i głęboki. Liczne rozgałęzienia w przyusznicy nazywano dawniej gęsią stopką większą (łac. pes anserinus major).

Zasadnicze gałęzie splotu przyuszniczego:
- gałęzie skroniowe (łac. rami temporales) dochodzą do następujących mięśni mimicznych:
  - mięśnia usznego przedniego (i częściowo górnego)
  - mięśni małżowiny usznej
  - mięśni czoła i otoczenia oczodołu
  - brzuśca czołowego mięśnia potyliczno-czołowego
  - mięśnia okrężnego oka (część górna)
  - mięśnia marszczącego brwi.

- gałęzie jarzmowe (łac. rami zygomatici) dochodzą do:
  - mięśnia okrężnego oka (część boczna i dolna)
  - mięśnia jarzmowego większego i mniejszego.

- gałęzie policzkowe (łac. rami buccales) dochodzą do:
  - mięśnia policzkowego
  - mięśni nosa
  - mięśni wargi górnej

- gałąź brzeżna żuchwy (łac. ramus marginalis mandibulae) dochodzi do:
  - mięśnia obniżacza wargi dolnej
  - mięśnia bródkowego.

Gałąź ta jest szczególnie ważna podczas operacji laryngologicznych w tym obszarze (np. resekcja ślinianki podżuchwowej), gdyż można ją łatwo uszkodzić co może skutkować opadnięciem kącika ust i asymetrią dolnej części twarzy.

- gałąź szyi (łac. ramus colli) zaopatruje mięsień szeroki szyi, a następnie zespala się z gałęzią splotu szyjnego – nerwem poprzecznym szyi, tworząc w ten sposób tzw. pętlę szyjną powierzchowną (ansa cervicalis superficialis) zaopatrującą cały mięsień szeroki szyi.

### Pozostałe unerwienie
- ruchowo – mięśnie mimiczne twarzy, czyli odpowiadające za mimikę twarzy, tj. ekspresję emocji, grymasy, ruchy ust, powiek
- przywspółczulnie – unerwia gruczoły łzowe (przez zwój skrzydłowo-podniebienny), ślinianki – podżuchwową i językową (przez zwój podżuchowowy)

## Zespolenia nerwu twarzowego
- z nerwem trójdzielnym poprzez nerw skalisty większy, strunę bębenkową i gałęzie splotu przyuszniczego
- z nerwem przedsionkowo-ślimakowym podczas wspólnego przebiegu w przewodzie słuchowym wewnętrznym
- z nerwem językowo-gardłowym przez nerw skalisty mniejszy i splot bębenkowy
- z nerwem błędnym przez nerw Arnolda (gałąź uszną nerwu błędnego)
- ze splotem szyjnym przez nerw potyliczny mniejszy, nerw poprzeczny szyi i nerw uszny wielki.

## Unaczynienie nerwu twarzowego
- tętnica błędnikowa – jego początkowy odcinek
- gałąź skalista tętnicy oponowej środkowej (ramus petrosus arteriae meningeae mediae)
- tętnica rylcowo-sutkowa odchodząca od tętnicy usznej tylnej.

## Porażenie nerwu twarzowego
Porażenie nerwu twarzowego należy do najczęstszych porażeń nerwów czaszkowych. Charakterystycznymi objawami jest obniżenie kącika ust i niemożność zamknięcia oka po stronie uszkodzenia.